# Вест Ајланд (град)
Вест Ајланд (енгл. West Island) је главни град аустралијске прекоморске територије Кокосова острва. Налази се на истоименом острву и у њему живи око 120. становника. У месту се налази међународни аеродром, владине зграде и туристички објекти. Већину становништва чине Малајци.